# Раково-Ліська сільська рада
Раково-Ліська сільська рада — орган місцевого самоврядування у Камінь-Каширському районі Волинської області з адміністративним центром у с. Раків Ліс.

## Населені пункти
Сільській раді підпорядковані населені пункти:
- с. Раків Ліс
- с. Підріччя

## Населення
Згідно з переписом УРСР 1989 року чисельність наявного населення сільської ради становила 3279 осіб, з яких 1614 чоловіків та 1665 жінок.
За переписом населення України 2001 року в сільській раді мешкало 3735 осіб.

### Мова
Розподіл населення за рідною мовою за даними перепису 2001 року:
| Мова       | Відсоток |
| ---------- | -------- |
| українська | 99,63 %  |
| російська  | 0,24 %   |
| білоруська | 0,11 %   |
| польська   | 0,03 %   |

## Склад ради
Рада складається з 20 депутатів та голови.

## Керівний склад сільської ради
| ПІБ                        | Основні відомості                                                 | Дата обрання | Дата звільнення |
| -------------------------- | ----------------------------------------------------------------- | ------------ | --------------- |
| Ліпич Володимир Іванович   | Сільський голова, 1956 року народження, освіта                    | 26.03.2006   | 31.10.2010      |
| Ніщик Володимир Васильович | Сільський голова, 1969 року народження, освіта вища, безпартійний | 31.10.2010   | 17.11.2020      |
| Півень Інна Юріївна        | Староста, 1981 року народження, освіта вища                       | 29.12.2020   |                 |

Примітка: таблиця складена за даними джерела